# 永福寺 (丰顺)
南礤永福寺，位于中国广东省梅州市丰顺县汤西镇南礤村，为梅州市丰顺县的一个县级文物保护单位，类型为古建筑，公布时间为1995年6月。
南礤永福寺的历史年代为明代。1995年6月，丰顺县人民政府认定其为丰顺县文物保护单位。